# TRY AGAIN (accessの曲)
「TRY AGAIN」（トライ･アゲイン）は1993年12月8日にリリースされたaccessの5thシングル。発売元はファンハウス。

## 概要
TBS系『実業団駅伝』エンディングテーマに起用され、20.6万枚のセールスを記録。
タイトル曲は3rdアルバム『DELICATE PLANET』にリチャード・ジェームス・バージェス（Richard James Burgess）がミックスを手掛けたWest Side Mixとして収録されているほか、24thシングル「Vertical Innocence」（A盤）のカップリングとして、リアレンジされた「TRY AGAIN (S Version) 」が収録されている。カップリング曲は2ndアルバム『ACCESS II』からのリカット。
なお、クレジット上は「作詞・作曲：AXS」と表記されているが、JASRACにはタイトル曲は「作詞：井上秋緒、作曲：浅倉大介」、カップリング曲は「作詞：貴水博之、作曲：浅倉大介」と登録されており、accessのシングル曲では初めて貴水が作詞を手掛けていない。

## 収録曲
※カッコ内の著作者はJASRAC作品データベース検索サービスによる。
1. TRY AGAIN
  - 作詞・作曲・編曲：AXS （作詞：井上秋緒、作曲：浅倉大介）
2. JUNGLING PARTY
  - 作詞・作曲・編曲：AXS （作詞：貴水博之、作曲：浅倉大介）
3. MOONSHINE DANCE (Instrumental Mix)
  - 作詞・作曲・編曲：AXS （作詞：貴水博之、作曲：浅倉大介）